# Lilla Jönssonligan och cornflakeskuppen
Lilla Jönssonligan och cornflakeskuppen  är en svensk film från 1996, regisserad av Christjan Wegner. Det är den första av fyra filmer om Lilla Jönssonligan, och denna följs av Lilla Jönssonligan på styva linan. Filmmusiken gjordes av Ragnar Grippe.
Filmen hade premiär den 29 november 1996 och är barntillåten. Den har senare visats på SVT1, TV3 och TV4 och gavs ut på video i juli 1997. Filmen hade premiär i Tyskland den 7 september 2000 under namnet Die Jönnson-Bande und der Cornflakes-Raub.

## Handling
Charles-Ingvar "Sickan" Jönsson, en genialisk pojke, kommer som nyinflyttad med sin snille- och talangfulla familj till staden Wall-Entuna. När han börjar i skolklass 5A blir han efter ett tag vän med raggarbiltokige Ragnar Vanheden och kruttokige "Dynamit"-Harry, men får samtidigt ärkefiender i form av rikemanssonen Junior Wall-Enberg och betjäntpojken Biffen, som också går i samma klass. 
Året är 1955 och filmisar är det som gäller bland ungdomarna. Relativt snabbt blir Sickans allra första kupp att kunna komma åt så många filmisar som helst, genom att bryta sig in i cornflakesfabriken, med hjälp av Ragnar och Harry. Med ägandes av många, men framförallt två mycket speciella, filmisar kan Harry imponera på sitt livs kärlek och skönhetstjej i skolan, Doris. Dock visar sig kuppen bli mycket mer komplicerad för ligan än beräknat.
Samtidigt har stadens rike ägare, Direktör Wall-Enberg, stora och hemliga planer för stadens framtida bebyggelse, tillsammans med skolrektor Jansson. Det enda som krävs för dem är att lura kommunalstyrelsen med en falsk plan och få ett helt annat dokument påskrivet.

## Rollista
- Kalle Eriksson – Charles-Ingvar "Sickan" Jönsson
- Jonathan Flumée – Ragnar Vanheden
- Fredrik Glimskär – Dynamit-Harry
- Jonna Sohlmér – Doris
- Anders Öström – Junior Wall-Enberg (Jakob Morgan Rockefeller Wall-Enberg Junior)
- Mats Wennberg – Biffen
- Claes Månsson – rektor Jansson
- Peter Rangmar – Sigvard Jönsson
- Cecilia Nilsson – Tora Jönsson
- Freja Berglund – Sikkan Jönsson
- Isak Ekblom – Sven-Ingvar Jönsson
- Loa Falkman – direktör Oscar Wall-Enberg
- Lena T. Hansson – Lillian Wall-Enberg
- Micke Dubois – Loket
- Jerry Williams – Einar Vanheden
- Mona Seilitz – Rut Vanheden
- Cecilia Häll – Vivi Vanheden
- Laila Westersund – mormor Alma
- Olof Thunberg – morfar Elis
- Marta Oldenburg – Lucy
- Claire Wikholm – skolfröken
- Lasse Kronér – poliskonstapel Pinnen
- Per Holmberg – handlare Hansson
- Michael Mansson – Hjalmar Ännu-Mehr
- Fredrik Sanabria – Flytt-Kalle
- Thorsten Andreassen – fabriksvakt
- Sussie Eriksson – fabrikskontrollör
- Annika Malm – husan

## Produktion

### Idé och bakgrund
Tanken på att göra en film om Jönssonligan som barn kom från filmens producent och regissör Mikael Hylin som tidigare hade regisserat teater- och operauppsättningar. Skådespelaren Ulf Brunnberg som spelade Vanheden i originalfilmerna om Jönssonligan var starkt kritisk till idén att göra junior-version av serien, och försökte även att förhindra att filmerna skulle bli verklighet.
Filmen blev Jerry Williams debutroll och den sista filmen som Peter Rangmar medverkade i tillsammans med Monopol, som hade premiär samma dag.

## Musik
Filmens musik skrevs av Michael B. Tretow och utgavs 1996 på CD.

## Mottagande
Filmen fick negativa recensioner av filmkritiker.
| ”                         | Varken mindre inspirerad regi eller medelmåttiga manus har förmått dölja att medlemmarna av den fumliga svenska bovtrio som först dök upp på bioduken för nästan precis femton år sen i sig själva är ganska festliga figurer. Ingenting i Dynamit-Harrys, Ragnar Vanhedens och Sickan Jönssons framtoning – antingen den senare spelats av Gösta Ekman eller Peter Haber – har låtit ana att de var urtrista som barn. Från den synpunkten är teamet Hylins och Wegners opus en prima överraskning. På alla andra vis är det dödfött. Min unga kollega här bredvid anser att filmen riktar sig till en yngre publik än hennes egen årgång. Det är ett motiverat omdöme, som skulle kunna kompletteras med intrycket att den också är skriven och regisserad av 8–9-åringar. Vilket naturligtvis inte alls stämmer. Männen bakom är vuxna personer. Men vuxna med en cynisk och spekulativ, kommersiell inställning till underhållning för en ung publik, som de innerst inne tycks förakta. | „ |
| – Jan Aghed i Sydsvenskan | |   |